# El Centinela de Badalona
|  | No s'ha de confondre amb El Centinela Badalonés, que va tenir el mateix nom que aquesta publicació en la seva segona etapa.. |

El Centinela de Badalona va ser un setmanari català de curta vida publicat en català i castellà, dirigit per José María Orbaneja, que va sortir els diumenges entre el 8 d'agost de 1885 i el 25 de desembre del mateix any. Segons el seu subtítol s'encarregava de defensar i fomentar els interessos morals i materials dels industrials de Badalona en general. El seu contingut era sobre literatura, arts, comerç, indústria, oficis, avisos, notícies i anuncis. Cal destacar l'any següent del seu tancament es va publicar un nou setmanari El Centinela Badalonés, que seguia la mateixa línia i va tenir el mateix director, i que va tenir tan poc èxit com el seu predecessor.
No se'n conserven exemplars, les notícies que se'n tenen són de fonts indirectes. El Eco de Badalona afirma que el primer número va sortir el 15 d'agost i no el dia 8. Diu que va tenir una vida accidentada; mossèn Gaietà Soler diu que va tenir poques subscripcions i que va morir en mans de la justícia. Tanmateix, en termes de política general El Centinela afirmava ser d'idees republicanes, lluny de cenyir-se en aquests postulats, el que l'únic que feien en realitat era defensar les posicions i aspiracions polítiques del polític conservador local Joaquim Palay i Jaurés, que pretenia aconseguir l'alcaldia de la ciutat fos com fos.
Encara que aquest setmanari finalitza l'any 1885. No obstant això, el 17 d'abril de 1886 en surt un altre amb un nom molt semblant: El Centinela Badalonés, que va tancar al cap de pocs mesos del seu naixement, i del qual tampoc se n'han conservat exemplars.
Es tenen notícies indirectes sobre aquest setmanari: en una publicació El Eco de Badalona es fa ressò de la sortida d'aquesta nova publicació: «El Sr. Orbaneja intentó buscar fortuna en la publicación de un nuevo semanario. Si bién primeramente aparentaba seguir una política contraria a su antecesor Centinela, luego se vio eran los mismos perros con diferentes collares».
El nou setmanari no va tenir èxit a causa de la polèmica personal que va provocar José María Orbaneja en contra de persones molt concretes i conegudes de la vila: l'alcalde Francesc d'Assís Guixeras i Viñas, l'industrial Vicenç Bosch i Grau, el periodista i director d'El Eco de Badalona Francesc Planas i Casals, l'escriptor i polític Pere Renom i Riera, entre d'altres. Així doncs, es pot constatar a través de les fonts indirectes que El Centinela Badalonés va ser el successor d'El Centinela de Badalona, car va estar dirigit per la mateixa persona i va seguir la mateixa línia i en línies generals es pot aplicar el comentari de mossèn Gaietà Soler a aquest setmanari.